# Burg Overbach
Die Burg Overbach ist ein als Wasserburg angelegtes Burghaus in Much im Rhein-Sieg-Kreis im Süden Nordrhein-Westfalens.

## Geschichte
Erstmals erwähnt wurde Burg Overbach 1487 mit Heinrich von Overbach. 
Der letzte adelige Besitzer mit Burgsitz war Johann Friedrich von Omphal. Er verkaufte die Burg an den Kölner Dr. Sybertz, der sie an Johann Adolf Sauer weitergab, den Mucher Schultheißen. 1685 wurde die Burg renoviert.
Heinrich Joseph Joesten verstarb hier 1829. Seine Nachkommen verkauften die Burg um 1870 an Pfarrer Bloch. Ende des 19. Jahrhunderts erwarb Graf von Nesselrode die Burg von einem Bankhaus. 
1901 hatte das Gut sechs Einwohner. Pächter war Gerhard Miebach.
Um 1910 wurde sie von Karl Lüdenbach gepachtet, dessen Schwiegersohn Wilhelm Willmund dann der letzte landwirtschaftliche Pächter der Burg wurde.
Seit 1984 ist der Golfclub Burg Overbach Eigentümer des Geländes, der hier neben einem Restaurant auf 80 ha einen 18-Loch-Golfplatz betreibt.

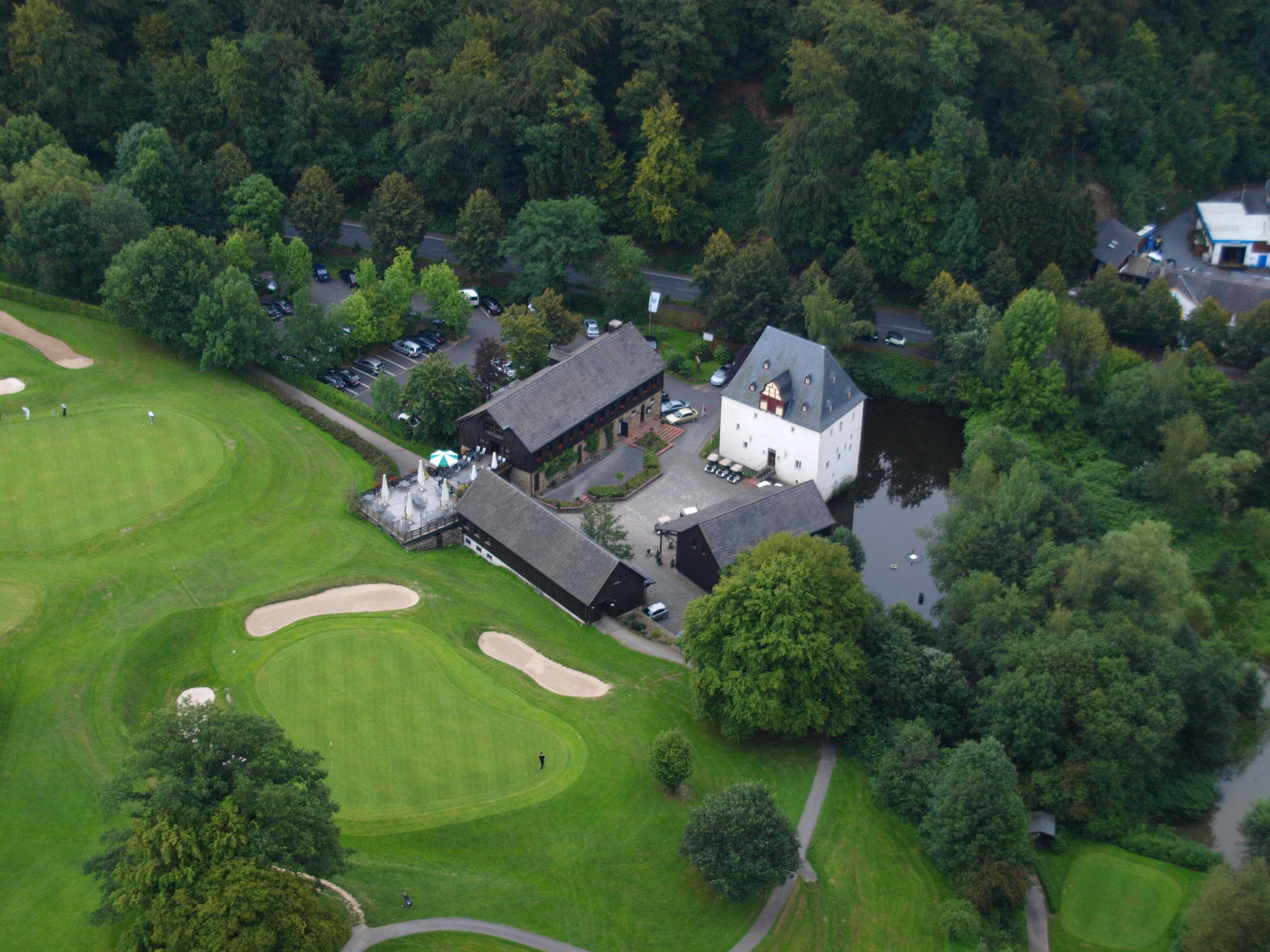
Burg Overbach mit angeschlossenem Golfplatz.